# Adriano Tessarollo
Adriano Tessarollo (ur. 2 maja 1946 w Tezze sul Brenta) – włoski duchowny katolicki, biskup Chioggii w latach 2009–2021.

## Życiorys
Święcenia kapłańskie otrzymał 6 czerwca 1971 i został inkardynowany do diecezji Vicenza. Był m.in. wykładowcą i przełożonym studiów teologicznych w seminarium diecezjalnym, wikariuszem biskupim ds. formacji stałej kapłanów, dyrektorem wydziałów kurialnych ds. ewangelizacji i ds. katechezy oraz proboszczem w Montemezzo i Schio.
28 marca 2009 papież Benedykt XVI mianował go ordynariuszem diecezji Chioggia. Sakry biskupiej udzielił mu ówczesny biskup Vicenzy - Cesare Nosiglia. 3 listopada 2021 papież Franciszek przyjął jego rezygnację z pełnionego urzędu, złożoną ze względu na wiek. 